# Diócesis de Ardstraw
La diócesis de Ardstraw, de Ardsrath o de Árd Sratha (en latín: Dioecesis Ardstratensis y en inglés: Diocese of Ardstraw) fue una circunscripción eclesiástica de la Iglesia católica en Irlanda del Norte. Se trataba de una diócesis latina, sufragánea de la arquidiócesis de Armagh. Fue suprimida en 1152 y restaurada como diócesis titular en 1969 con el nombre de Ardstraw o Árd Sratha. Desde el 14 de mayo de 2024 su arzobispo titular a título personal es Séamus Patrick Horgan.

## Territorio y organización
La diócesis extendía su jurisdicción sobre los fieles católicos de rito latino residentes en el área del condado de Tyrone.
La sede de la diócesis se encontraba en el pueblo de Ardstraw (en gaélico irlandés: Árd Sratha), hasta que su iglesia fue destruida por el invasor anglonormando John de Courcy en 1198.

## Historia
La sede monástica de Ardstraw fue fundada en el siglo VI por san Eugenio (en gaélico: Éogan). Los Anales de Úlster mencionan a otros dos abades-obispos de Ardstraw: Maolfhothartach (m. 680) y Caoibhdheanach (m. 707).
En el siglo XII la Iglesia irlandesa se reformó con la supresión de las diócesis monásticas y el establecimiento de diócesis episcopales, al igual que en el continente. El Sínodo de Ráth Breasail de 1111 estableció la diócesis de Ardstraw, sufragánea de la arquidiócesis de Armagh. Sin embargo, la aplicación de las decisiones sinodales, y en especial la definición de los límites entre las diversas diócesis, no siempre fue pacífica ni se implementó con prontitud. El posterior Sínodo de Kells de 1152 ya no menciona la diócesis de Ardstraw, sino la de Maghera, donde, en el monasterio de Rathlury, los obispos de Derry habían establecido su sede, antes de que esta fuera transferida de nuevo a Derry en 1254. Parece, por lo tanto, que las dos diócesis, Ardstraw y Derry, compitieron entre sí hasta que, en un momento no especificado entre los siglos XII y XIII la diócesis de Ardstraw fue abolida y anexionada por la de Derry. Según los Anales del Úlster, el obispo de Rathlury, Amhlaí Ó Cofaigh (Amlaff O'Coffy, 1173-1185), ostentaba el título de obispo de Ardstraw y Cenéal Fearadhaigh.

### Diócesis titular
Desde 1969 Ardstraw figura entre las sedes episcopales titulares de la Iglesia católica como diócesis de Ardstraw o de Árd Sratha. Desde el 14 de mayo de 2024 su arzobispo titular a título personal es Séamus Patrick Horgan, nuncio apostólico en Sudán del Sur.

## Episcopologio
- San Eugenio (o Éogan) † (?-570 o 618 falleció)
- Maolfhotharthach † (?-680 falleció)
- Caoibhdheanach † (?-707 falleció)

### Obispos titulares
- Edward Dennis Head † (27 de enero de 1970-23 de enero de 1973 nombrado obispo de Búfalo)
- Joseph Wang Yu-jung † (1 de julio de 1975-25 de junio de 1986 nombrado obispo de Taichung)
- Karl Reger † (23 de diciembre de 1986-27 de marzo de 2024 falleció)
- Séamus Patrick Horgan, desde el 14 de mayo de 2024